# Седвож (приток Парчью)
Седвож (Сед-Вож) — река в России, протекает по Республике Коми. Устье реки находится в 16 км по правому берегу реки Парч. Длина реки составляет 10 км.

## Данные водного реестра
По данным государственного водного реестра России относится к Двинско-Печорскому бассейновому округу, водохозяйственный участок реки — Вычегда от истока до города Сыктывкар, речной подбассейн реки — Вычегда. Речной бассейн реки — Северная Двина.
Код объекта в государственном водном реестре — 03020200112103000015081.